# 北灘町大浦
北灘町大浦（きたなだちょうおおうら）は、徳島県鳴門市の大字。郵便番号は771-0373。

## 地理
鳴門市の北部に位置。東は北灘町粟田に接し、西は北灘町宿毛谷に接し、北は瀬戸内海に面する。およそ漁業を主体とする農漁業兼業地帯。東・西・南の三方を山に囲まれ、大浦川がほぼ北流し、その流域にはわずかな平野があり、集落がある。
海岸に沿って、東西に国道11号が走り、国道に沿って南側（山側）には集落がある。北部には大浦漁港・鳴門市北灘中学校などがある。

### 地形
- 山：天円山
- 川：大浦川

### 小字
| - 粟谷口 - 小谷 - 東浦 | - 向山ノ上 - 元内 - ロク地 |  |

## 歴史
江戸期から明治22年にかけては板東郡および板野郡の村であった。寛文4年より板野郡に属す。明治22年に同郡北灘村の大字となった。昭和31年9月より現在の鳴門市の字名となる。

## 世帯数と人口
2022年（令和4年）7月31日現在の世帯数と人口は以下の通りである。
| 町丁       | 世帯数 | 人口  |
| ---------- | ------ | ----- |
| 北灘町大浦 | 65世帯 | 119人 |

## 小・中学校の学区
市立小・中学校に通う場合、学区は以下の通りとなる。
| 番地 | 小学校               | 中学校             |
| ---- | -------------------- | ------------------ |
| 全域 | 鳴門市立北灘東小学校 | 鳴門市立瀬戸中学校 |

## 施設
- 大浦漁港
- 鳴門市北灘中学校

## 交通

### 道路
国道
- 国道11号（阿波街道）